# Kigorogonji
Kigorogonji är ett periodiskt vattendrag i Burundi.   Det ligger i provinsen Makamba, i den södra delen av landet, 120 kilometer sydost om huvudstaden Bujumbura.
Omgivningarna runt Kigorogonji är en mosaik av jordbruksmark och naturlig växtlighet. Runt Kigorogonji är det ganska tätbefolkat, med 80 invånare per kvadratkilometer.